# 문두윤
문두윤(한국 한자: 文斗奫, 1989년 5월 27일 ~ )은 대한민국의 전 축구 선수이며, 포지션은 미드필더였다.